# 報紙

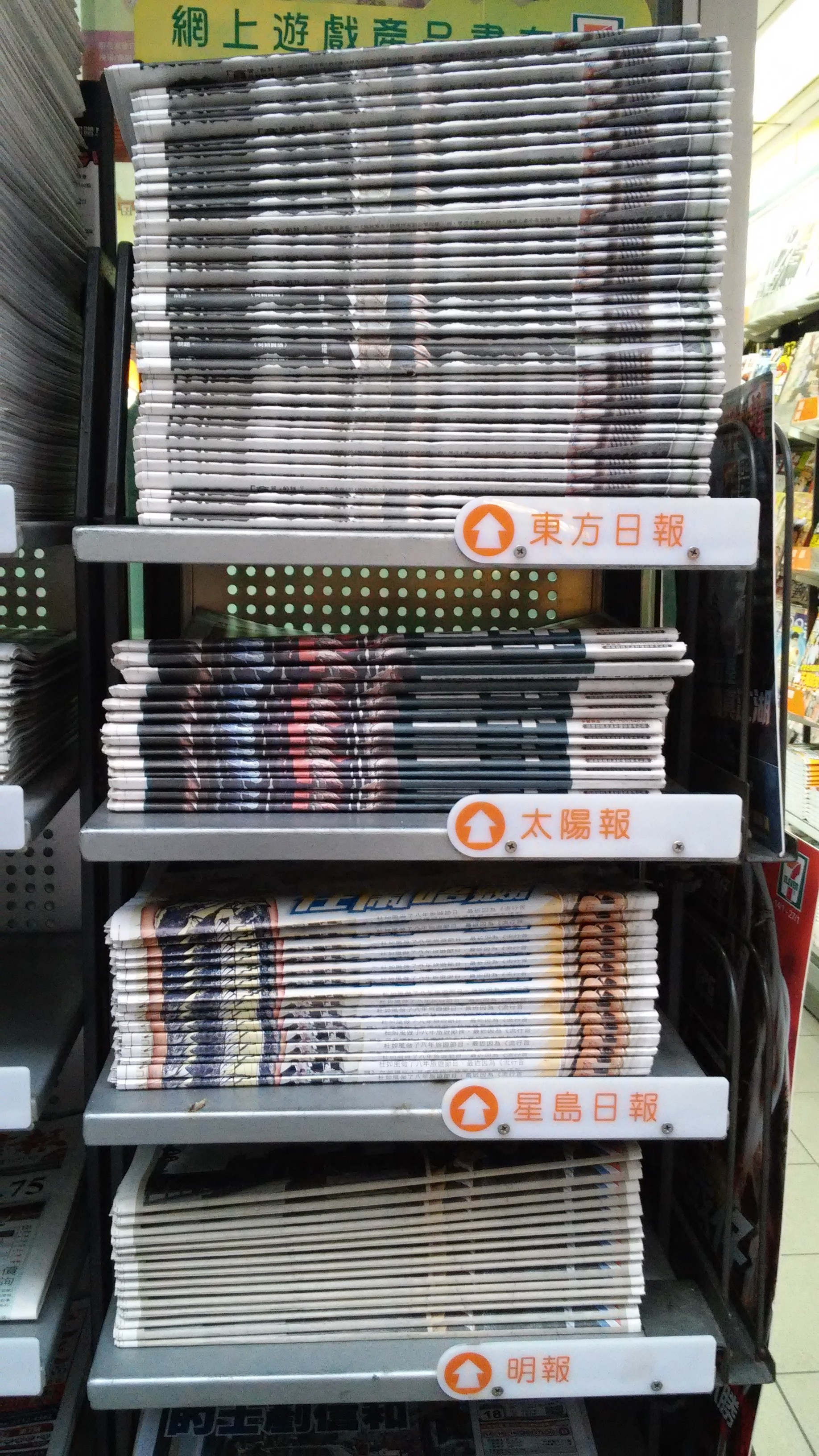
香港便利店中的报纸

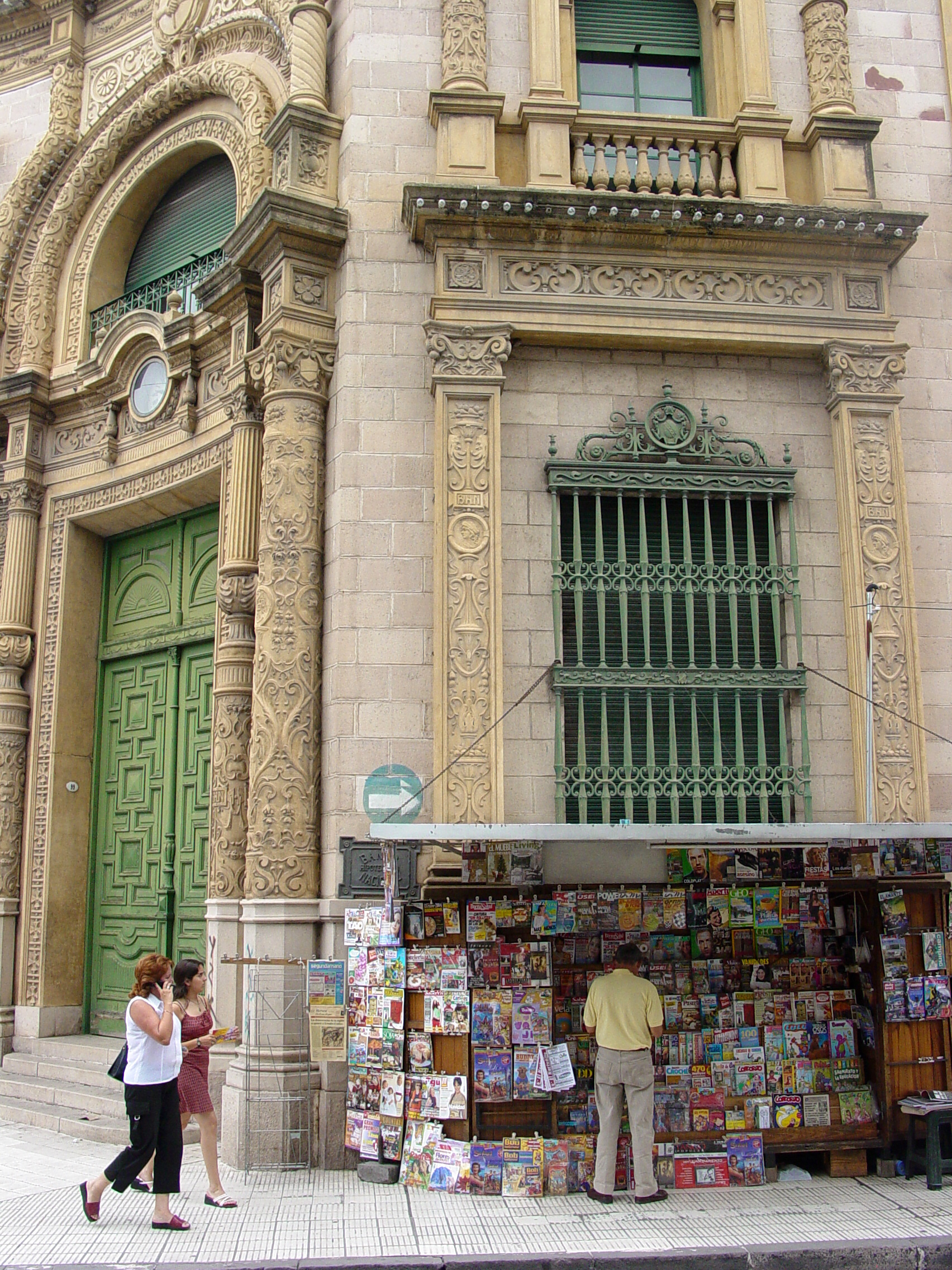
阿根廷萨尔塔的一家報攤

報紙（或稱报章、新聞紙）是一種以重量較輕，價值較低的紙張印刷而成的出版品。報紙通常分為多個版別，刊載不同主題的新聞、消息、評論、專欄等，主題包括政治、經濟、知識、社會事件、體育、意見、天氣、星座運勢等等，也可能包含漫畫、數獨、填字遊戲等娛樂。商業報紙的收入來自讀者訂閱或購買，以及商業廣告的收入。隨著網際網路發展，許多報社也透過網路發行電子報，有些甚至完全轉型成網路報並取消紙質報紙的業務。
報紙從17世紀的歐洲開始興起，隨著印刷術的發達逐漸普及，在2007年時，世界上有6,580種日報，每天銷售將近四億份。不過在2008金融危機時，由於經濟的不景氣加上網路媒體的快速發展，造成銷售及廣告的巨幅下滑，因此許多報紙停刊或縮小規模。但也有許多報社將報紙的內容放在網站中，即為電子報。
報紙是传播媒体的一種。绝大多数國家的人民都可以自由創辦報刊，屬於言論自由中的一部份，但也有例外：像中華民國在戒嚴時期曾有报禁，停止新報紙登記，一直到1988年才解除报禁。

## 簡介
報紙多半會是每天發行（日報）、或是每週發行（週報）。新聞雜誌一般也是每週發行，不過是用雜誌的方式呈現。大眾型的報紙一般會有針對國內新聞及國際新聞的報導以及特寫報導，也會包括地方性的新聞。新聞會包括政治新聞及財經新聞、治安、氣象及大型災害、 醫療與健康、科學、電腦與技術、運動及娛樂、社會、美食及烹調、時尚及家居、以及藝術。一般報紙會依照其主要分類分為幾個部份（標示A、B、C等，其頁碼前也會加上其分類，例如A1-A20、B1-B20、C1-C20等）。大部份傳統的報紙會有社論頁面，其中有報紙主編所寫，針對公眾事件或議題的社论，有些也會有向其他人邀稿的社论对页版（一般可能和社論在同一頁），也會有專欄，由專欄作家發表其論點，多半會有一些分析及整理，設法將一些新聞的原始資料轉換為資訊，讓讀者知道較完整的資訊其中的含意，並且遊說讀者接受其論點。報紙中也會有一些沒有byline（撰文者姓名）的報導，這些一般是由報社的工作人員所寫的。

## 定義
以下是有關報紙的四個定義：
- 公眾可取得：其內容是公眾可以用合理的方式取得的，包括傳統的報紙透過報攤、商店販售，或是放在圖書館供大家閱讀，也包括較新型的媒體或是線上報紙，透過互联网提供內容供大眾閱讀。費用上可以是免費，或是一般人可以負擔的金額。對於有使用網路的人而言，閱讀線上報紙的比例比閱讀傳統報紙要高，但是線上報紙對於沒有網路或是不使用電腦的人而言（例如露宿者、貧窮的人或是住在鄉間的人）會產生數位落差，他們無法獲得這些方面的資訊。另外，對於閱讀報紙而言，識字也是重要的因素，要有識字及閱讀的能力，才能從紙本報紙或是線上報紙上取得需要的資訊，並因此而獲益。
- 週期性：報紙需定期發行，可能是每日發行或是每週發行，這可以確保報紙可以提供新興新聞或事件的資訊。
- 及時性：報紙的內容要儘可能提供最新的訊息，不過這會受到發行週期的限制。印刷報紙的即時性除了受到發行週期影響外，也會受到報紙印刷及分送所需的時間所影響。有一些大都市的報紙會有早報版及晚報版，一些在早報版發行後發生的突發新聞就可以放在晚報版中。線上報紙有更快的更新頻率，甚至會在一天中更新很多次，因此線上報紙的及時性會比印刷報紙要好很多。
- 一般性：報紙會包括許多的主題，包括政治性及商業性的新聞，以及科技、藝術、文化及娛樂上的新資訊。

## 早期的報紙
凱撒時期把元老院決議事項次日全部公開，屋大維時期不在《元老院議事報》公開張貼，改由「公文書庫」保管，同樣也是速記方式記錄；但只有想看的人才會閱讀。
在古羅馬時代就有《每日纪事》（Acta Diurna），是政府發佈的新聞公告，刻在金屬或石頭上，張貼在公眾場所。
中國早期的政府新聞報紙稱為邸报，始於漢朝，最初是由朝廷內部傳抄，後遂張貼於宮門，公諸傳抄。唐朝時期有最早的流通性報紙開元雜報。宋朝除了官方发行的朝报，亦出现了私人撰写的“小报”，由进奏院中的邸吏“以小纸书之，飞报远近”，大受欢迎并可从中获利：“日出一纸，坐获不赀之利”。1582年，于明朝末年時在北京出现了第一份私人出版的報紙。
近代時期歐洲各地區之間的互動增加．因此對於訊息的需求也更迫切，當時有一份簡單手抄的新聞紙，稱為avvisi。在1556年時威尼斯共和国的政府固定每月發行《Notizie scritte》，每份約需一個gazetta（當時的小額硬幣）。這些手寫報紙在1500至1700年間在義大利城市之間快速的傳播政治、軍事及經濟的新聞，有一些報紙的特徵，但一般不將這些手寫報紙視為真正的報紙。

## 历史

### 报纸

#### 欧洲

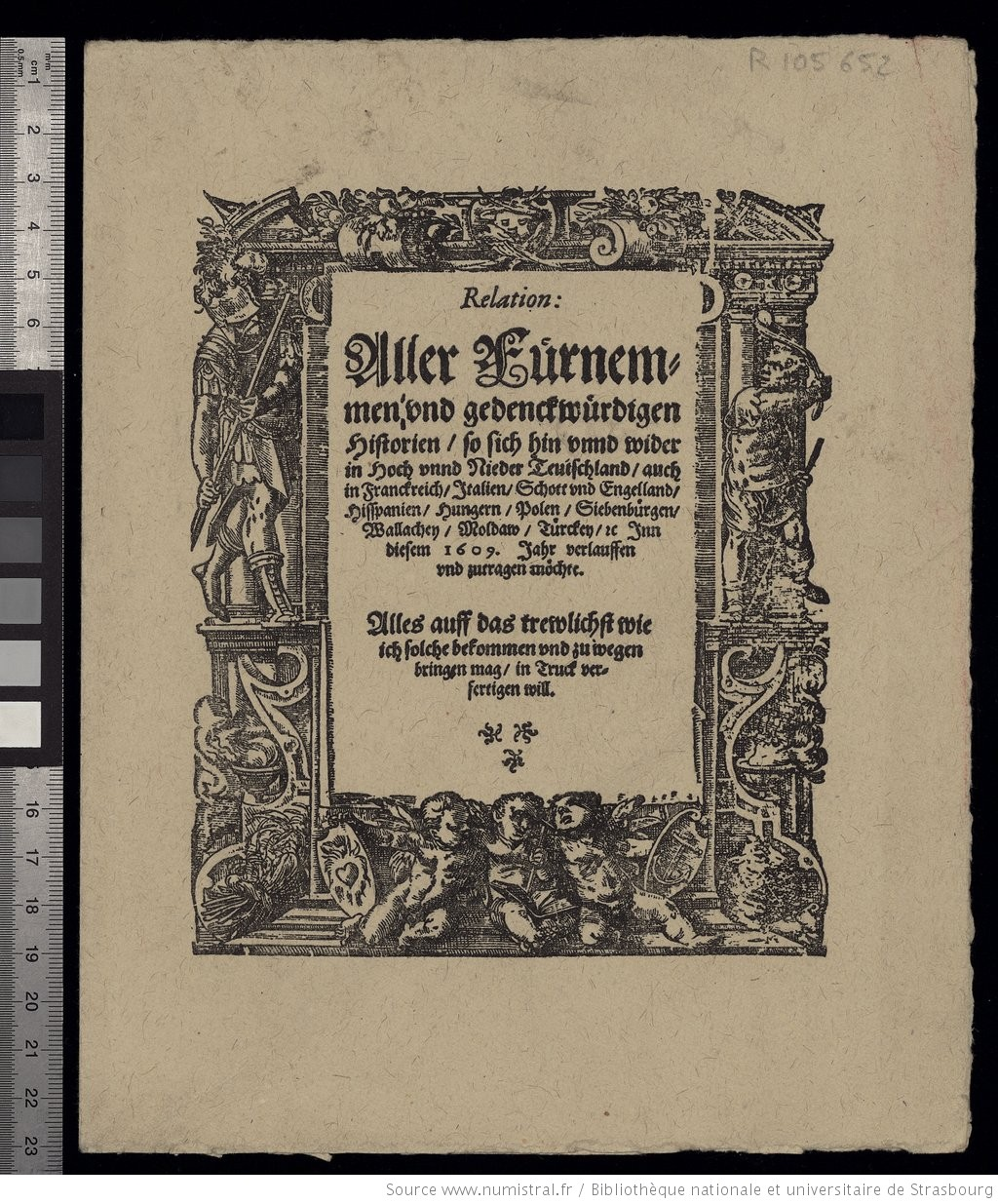
1609年约翰·卡罗鲁斯的作品《Relation》，第一份报纸

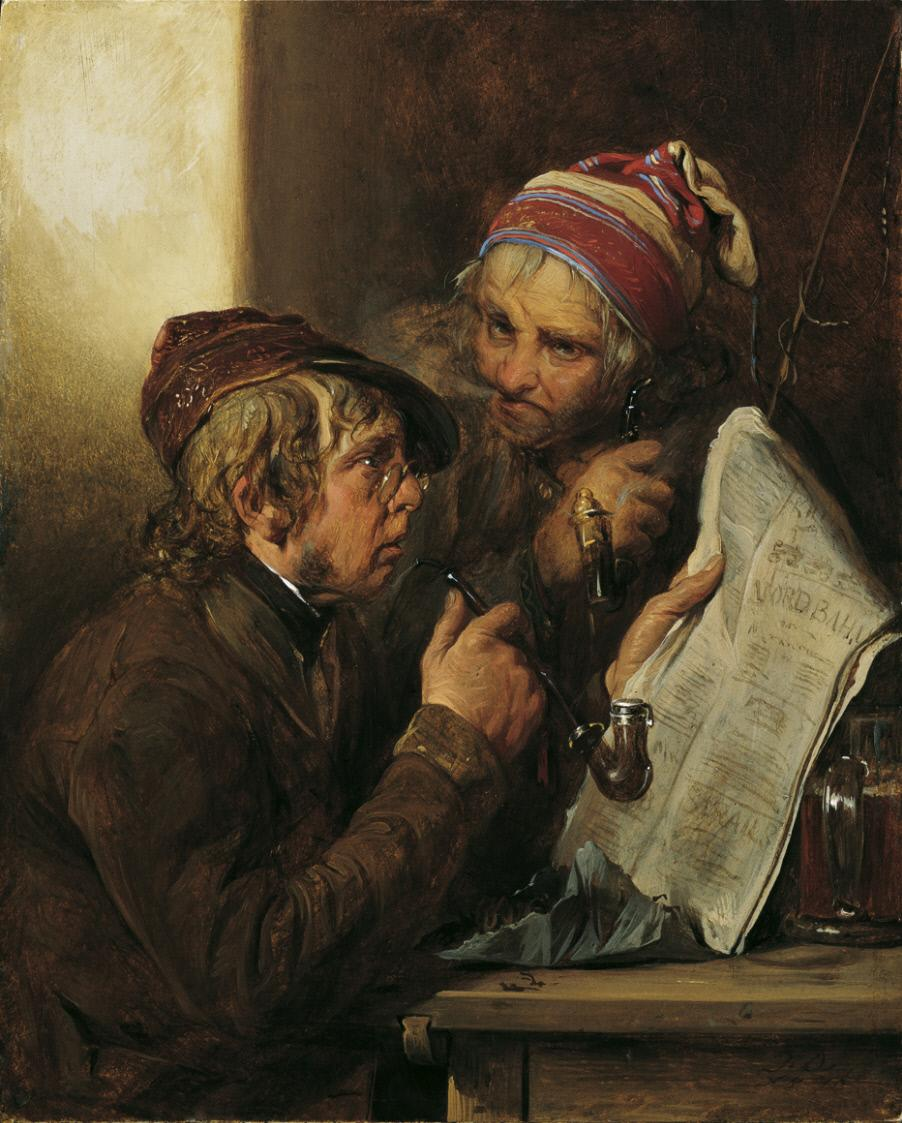
约瑟夫·丹豪泽的肖像画作《报纸读者》，1840年

首个可以大规模生产印刷书籍的机械活字印刷术是由约翰内斯·古腾堡于1450年左右发明的。在古腾堡开始印刷的50年里，估计有50万本书在流通，印刷在整个欧洲大陆的大约1000台印刷机上。古腾堡的发明是一个简单的设备，但它引发了一场由技术的反复进步所标志的革命，从而普及了自由和信息交流自由的理念。
17世纪新媒体的出现与印刷机的传播紧密相关，出版出版的术语也是从此而来。德国语言的关于一切显要和值得纪念的历史（Relation aller Fürnemmen und gedenckwürdigen Historien）从1605年开始由约翰·卡罗鲁斯在斯特拉斯堡发行，通常被认为是第一份报纸。 第二份报纸是德国的Avisa，从1609年开始在沃尔芬比特尔发行。这两份报纸通过定期出版，与其他印刷材料相区别。它们向广大公众报告各种时事。几十年内，欧洲所有主要城市都可以找到报纸，从威尼斯到伦敦。
荷兰的意大利、德国等国的关联新闻（Courante uyt Italien, Duytslandt, &c.）于1618年首次以大开本而不是四开本的方式出版。作为全球贸易中心的阿姆斯特丹很快成为许多语言的报纸的发源地，通常在它们自己的国家出版之前就已经在这里发行。 第一份英语报纸，从意大利、德国等地的新闻（Corrant out of Italy, Germany, etc.）于1620年在阿姆斯特丹出版。同年，安特卫普的期刊Nieuwe Tijdinghen 由亚伯拉罕·费尔霍芬（Abraham Verhoeven）出版。 1621年，（Corante, or weekely newes from Italy, Germany, Hungary, Poland, Bohemia, France and the Low Countreys）在英国由“N.B.”（通常被认为是内森尼尔·巴特（Nathaniel Butter）或尼古拉斯·伯恩（Nicholas Bourne））和托马斯·阿彻（Thomas Archer）出版。 法国第一份报纸是在1631年发行的La Gazette（最初发行为）。 意大利的第一份报纸，根据仍然保存的最古老的问题，是1639年在热那亚发行的Di Genova。 葡萄牙的第一份报纸A Gazeta da Restauração于1641年在里斯本发行。 西班牙的第一份报纸，Gaceta de Madrid，于1661年出版。
瑞典的Post- och Inrikes Tidningar（最初名为Ordinari Post Tijdender）于1645年首次发行，是迄今为止存在最久的报纸，尽管现在它只在线上发行。 1656年在哈勒姆发行的Opregte Haarlemsche Courant是最早仍在印刷的报纸。当德国占领荷兰时，该报纸于1942年被迫与报纸哈勒姆日报合并。此后，哈勒姆日报一直以子标题Oprechte Haerlemse Courant 1656发行。波兰的克拉科夫在1661年出版了Merkuriusz Polski Ordynaryjny。第一份成功的英语日报，The Daily Courant，于1702年至1735年出版。

#### 美洲

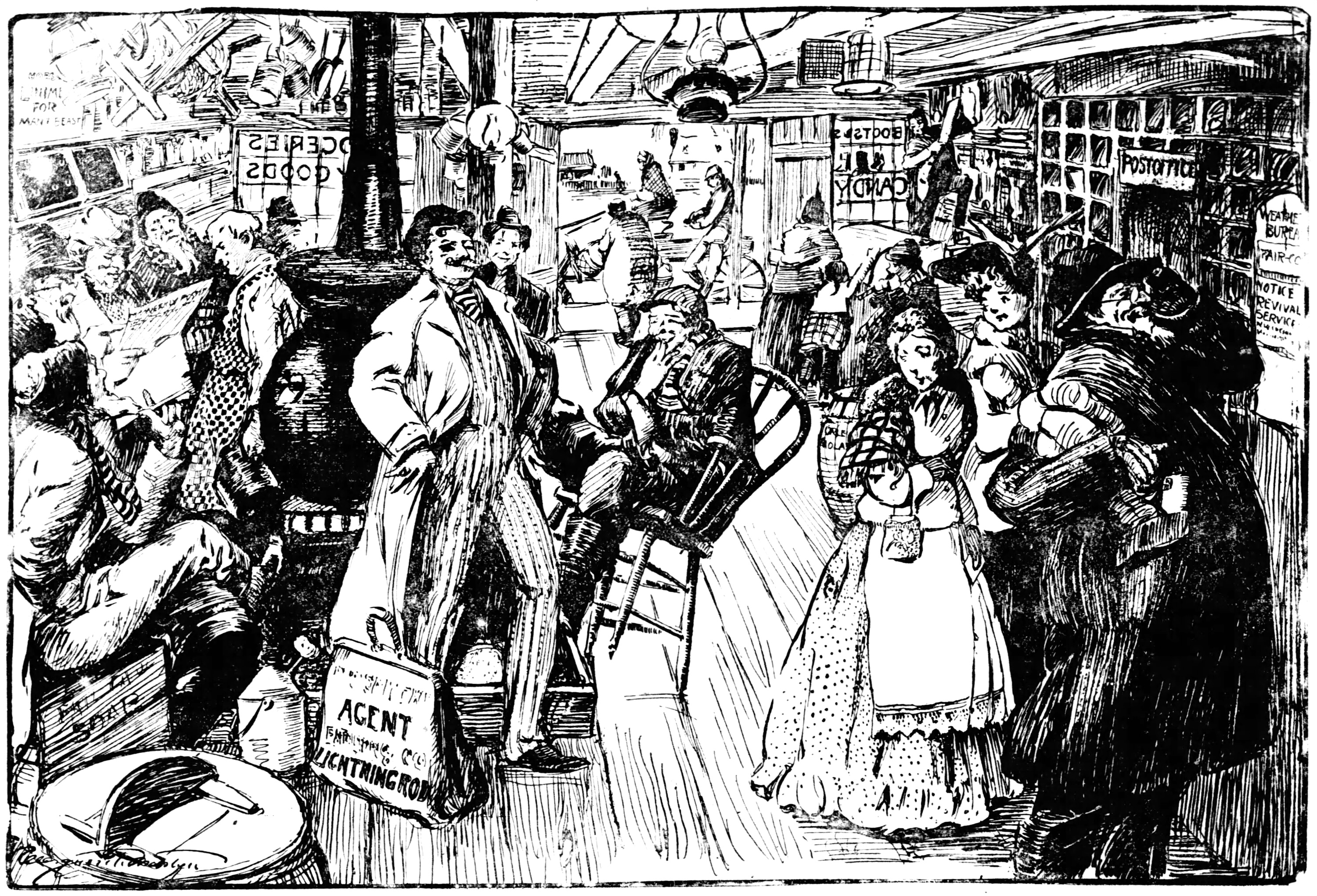
马吉丽特·马丁于1906年10月21日在《圣路易斯邮报-调查报》上刊登的一幅幻想中的杂货店图。在最左边，一群人分享着一份报纸。

1690年，在波士顿，本杰明·哈里斯出版了Publick Occurrences Both Forreign and Domestick。尽管该报只发行了一期，但被认为是美洲殖民地的第一份报纸，在政府的压制下，它不再继续出版。 1704年，总督允许出版了波士顿新闻简报，它成为殖民地中首份持续出版的报纸。不久之后，纽约和费城开始出版每周报纸。这些早期报纸遵循英国的格式，通常为四页长。它们主要报道来自英国的新闻，内容取决于编辑的兴趣。1783年，宾夕法尼亚晚报成为美国第一份日报。
1752年，约翰·布什尔出版了哈利法克斯公报，宣称是“加拿大第一份报纸”。然而，它的正式后代，皇家公报，是一份发布法律通告和宣告的政府出版物，而不是正式的报纸。1764年，魁北克纪事报-电信报首次出版，1764年6月21日，至今仍是北美洲持续出版时间最长的报纸，名为魁北克纪事报-电信报。它目前作为一份英语周报出版，办公地址位于加拿大魁北克市1040 Belvédère，218号。在1808年，里约热内卢公报首次出版，使用从英国带来的设备印刷，出版有利于葡萄牙，巴西和阿尔加夫联合王国政府的新闻，因为它是由葡萄牙王室的官方新闻服务制作的。
1821年，在解禁私人报纸流通之后，首次出现了第一份非帝国印刷出版物，即里约热内卢日报，尽管当时已经存在着Correio Braziliense，由希波利托·约瑟·达·科斯塔与公报同时出版，但是来自伦敦，并且积极提出政治和批判性思想，旨在揭示政府的缺陷。秘鲁的第一份报纸是El Peruano，成立于1825年10月，如今仍在出版，但已经多次更名。

#### 中东
中东报纸的历史可以追溯到19世纪。许多编辑不仅是记者，还是作家、哲学家和政治家。这些知识分子通过非官方杂志在奥斯曼和波斯帝国中鼓励公众讨论政治。各种文学作品都以连载形式在报纸上发布。
奥斯曼帝国的第一批报纸是由住在那里的外国人拥有的，他们想对西方世界进行宣传。 最早的一份报纸是1795年由法国宫在伯拉印刷的。中东的土著新闻从1828年开始，在这一年，埃及穆罕默德·阿里（埃及 尼赫瓦特）下令在当地建立公报Vekayi-i Misriye（埃及事务）。 它是第一份同时使用奥斯曼土耳其语和阿拉伯语对页印刷的报纸，后来只用阿拉伯语，在标题为“al-Waqa'i'a al-Masriya”下发行。
第一份非官方的土耳其报纸Ceride-i Havadis（事件登记）于1840年由英国人威廉·丘吉尔（William Churchill）出版。由土耳其记者创办的第一份私人报纸Tercüman-ı Ahvâl（事件翻译者）于1860年由伊布拉欣·什纳西（İbrahim Şinasi）和阿加·艾菲迪（Agah Efendi）创办并发行。 伊朗的第一份报纸Kaghaz-e Akhbar（报纸）于1837年由米尔扎·萨莱赫·什拉兹（Mirza Saleh Shirazi）为政府创办。 在阿拉伯半岛上的第一批期刊出现在希贾兹，当该地区在第一次世界大战结束后摆脱奥斯曼统治时。在阿拉伯媒体上署名的最早的女性之一是女性医生加丽拉·塔玛汉（Galila Tamarhan），她在1860年代为一本名为“Ya'asub al-Tib”（医学领袖）的医学杂志撰写了文章。

### 工业革命

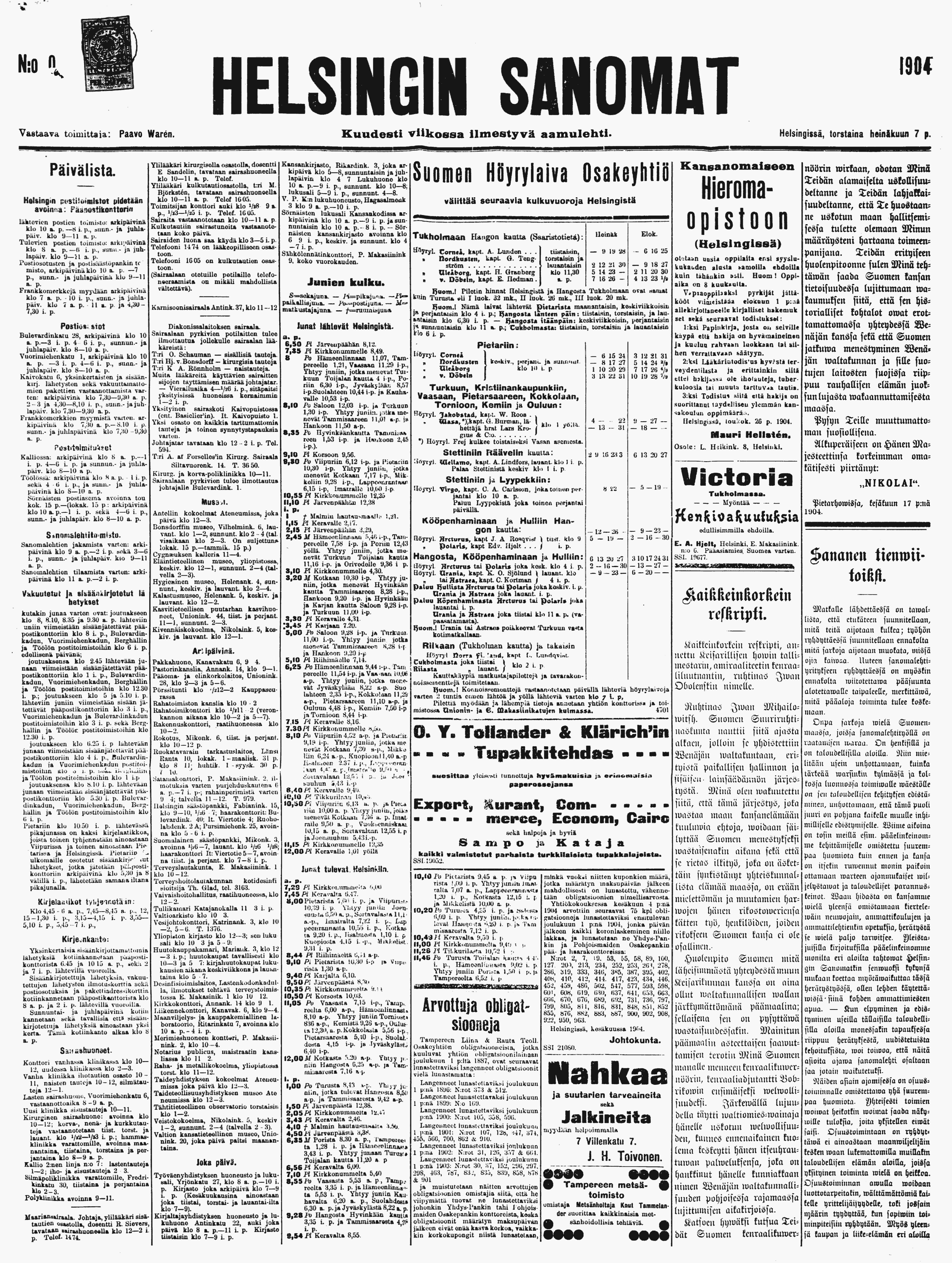
1904年7月7日的赫尔辛基日报（Helsingin Sanomat）首页

到19世纪初，欧洲、北美和南美的许多城市都出版了类似报纸的出版物，尽管它们的发展方式并不完全相同；内容在很大程度上受到地区和文化偏好的影响。 与工业革命有关的印刷技术进步使报纸成为更广泛传播的沟通方式，新的印刷技术使印刷变得更加便宜和高效。1814年，泰晤士报（The Times，伦敦）获得了一台每小时可制作1100次印刷的印刷机。 不久，这台印刷机被改装成可以一次在页面的两面上印刷。这一创新使报纸变得更加便宜，从而能够覆盖更大的人口。
1830年，市场上出现了第一份廉价的“一便士报纸”：林德·M·沃尔特（Lynde M. Walter）的波士顿晚报（Transcript）。 一便士报纸的售价大约是其他报纸的六分之一，吸引了更广泛的读者群，包括受教育程度较低和收入较低的人。 在法国，埃米尔·德·吉拉丁（Émile de Girardin）于1836年创办了，将廉价、广告支持的日报引入了法国。1848年，奥地利人奥古斯特·詹格（August Zang）在巴黎认识吉拉丁后，回到维也纳，以的方式引入了相同的方法（该报纸的名称是以并直接模仿了吉拉丁的出版物）。

## 分类
依照出刊期間的不同，報紙可分為：
- 日報，或稱早报
- 晨報
- 晚報
- 時報
- 週報
- 雙週報
- 月刊
- 號外以及網上的即時新聞

依照每日出刊時間的不同，則可分為：
- 日報，或稱早报
- 晚報
- 時報

依照政治立場的不同，以香港为例則可分為：
- 建制派報紙
- 中间派報紙
- 民主派報紙

依照收費與否，則可分為：
- 收費報紙
- 免費報紙

依照媒體形態不同，則可分為：
- 印刷報紙
- 網上版報紙
- 電子報
- 電子手帳版報紙

## 組織及人員

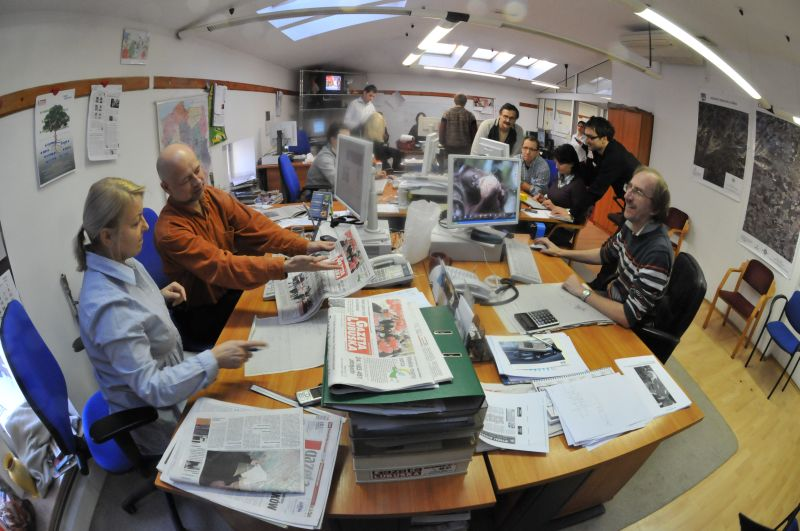
波蘭綠山城Gazeta Lubuska的新聞室

在美國，報紙的總經理或執行長稱為發行人（publisher）。若在小型報紙，報社的老闆（或是最大的股東）會是發行人。發行人可能很少（甚至於從來沒有）撰寫過報導，但發行人需為報紙中的所有內容負責，並且負責經營業務，包括召募記者、編輯及其他工作人員。在美國以外地區較少看到publisher這個稱呼。大約類似電影及電視新聞的執行製作人。大部份的報社都有四個和報紙發行直接相關的部門：編輯部、製作部/印刷部、发行部及廣告部，不過有時也常會使用其他的名稱，而報社中也有一些和其他公司類似，和報紙不直接相關的部門，例如會計、行銷、人力資源及IT部門等。
英語系的國家中，會將報社中決定報紙內容的人稱為編輯（editor），其他的稱呼有執行編輯（executive editor）、總編輯（editor-in-chief）等。小型報紙會由一名編輯決定所有的內容。大型報紙會由最資深的編輯負責出版發行，其他編輯會針對特定的領域，例如運動或是地方新聞。大部份報紙的編輯會針對報紙中的報導來审稿，也會分擔校對及事實查核的工作。

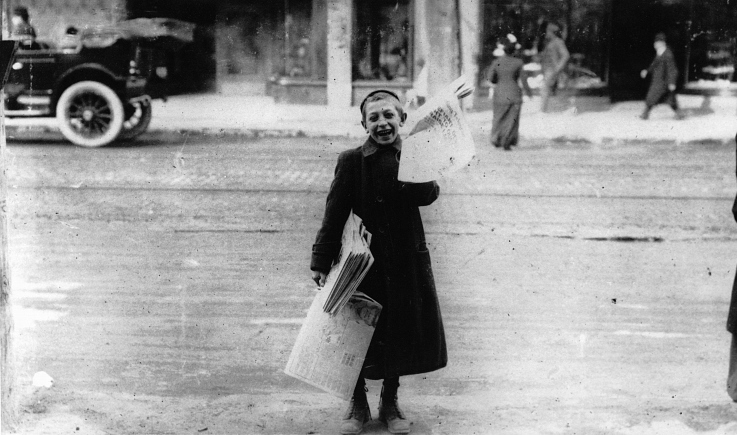
1905年在加拿大賣Toronto Telegram的報童

記者（Reporter）是指收集資訊、報導事件的新聞從業員（Journalist），寫較長，較不新聞導向文章的人會稱為特寫作家（feature writers）。攝影師及圖像製作人員會提供報導中需要的照片及插圖。有些記者會負責一些特殊的領域，像是體育、宗教或是科學等，稱為Beat reporting。專欄作家會定期出稿，表達其個人意見或是經驗。印刷廠或印刷机操作员是實際印製報紙的人。許多報社的印刷已經委外，一方面是因為胶印（目前最常見，用來印刷報紙的作法）的成本，另一方面是因為小型報紙的印刷量可能不到一小時即可印完，因此若小型報社有自己的印刷廠，印刷廠閒置的時間會相當長。若報紙有網頁版本，會有網站管理員及网页设计人員來設計相關的網站，或是負責將報導上傳到網站。
報紙發行部門的人員會和出售報紙的零售商聯絡、管理報紙訂閱、也處理報紙透過郵件、透過售報員、零售商或是售報機的發送情形。免費報紙不需販售，不過仍會有報紙發行部門來處理報紙的發行。報紙的廣告部門不止販售報紙中的廣告空間給地區性的廠商，還幫助客戶設計並規劃廣告活動。廣告部門的其他成員也包括了依客戶需求及部門政策設計廣告的平面設計師。若是無廣告報紙，則沒有廣告部門。

## 發行量及讀者群

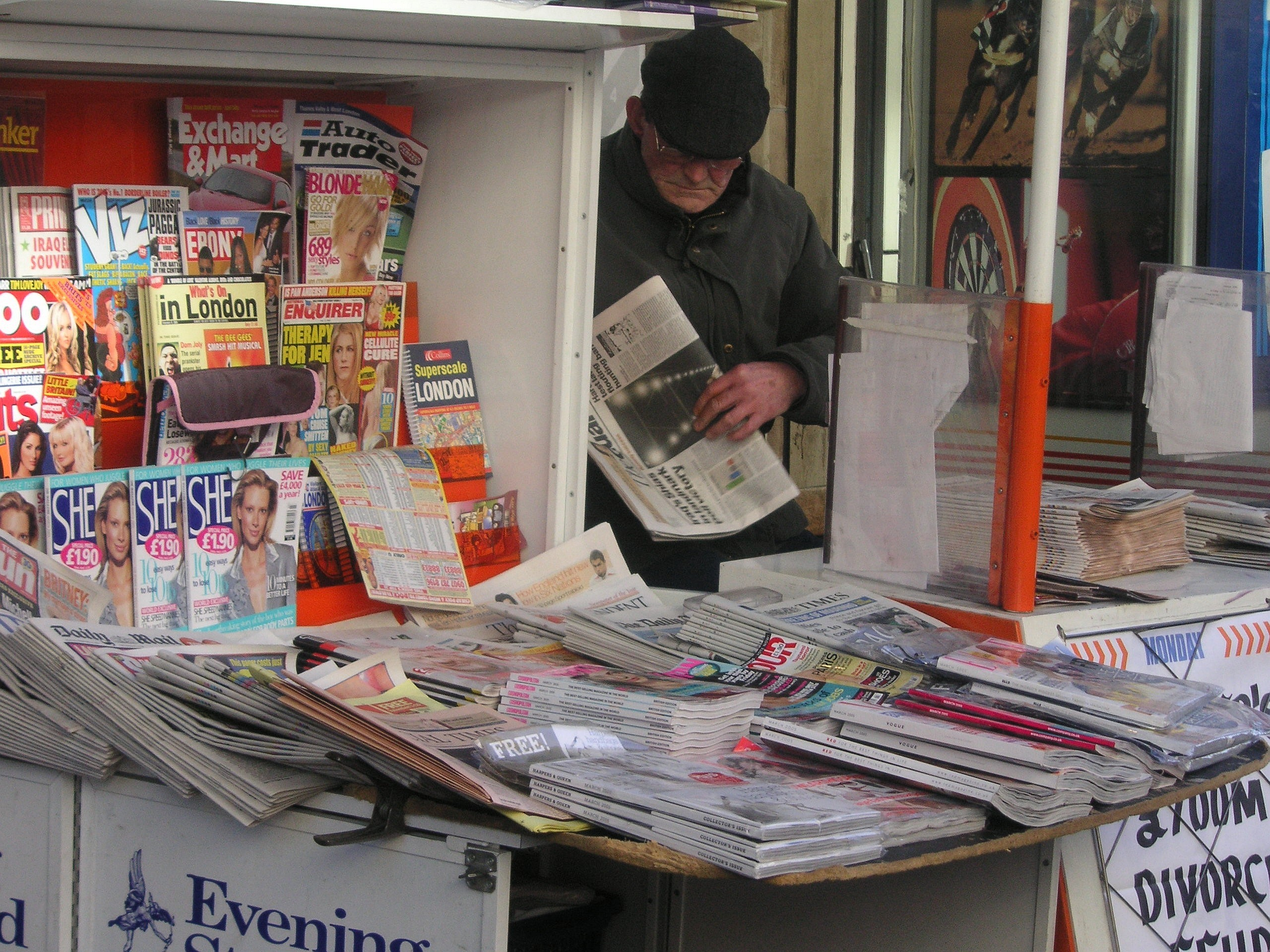
倫敦帕丁頓的報攤，拍攝於2005年2月

報紙发行量是指報紙發行的份數，可能是每天的平均數量，或是特定日期的發行數量（一般會是週日），報紙發行量是設定廣告費率的重要因素之一。報紙發行量不一定等於報紙販售數量，因為有些報紙可能是免費分送。讀者數量也不一定和販售數量一様，多半會比販售數量要多，因為許多報紙可能會被幾個人閱讀過，不過也不排除有些列在發行量中的報紙其實沒有人閱讀過（尤其是免費的報紙）。美國的發行公信會有日報、週報及其他定期刊物的發行量歷史數據以及目前數據。
已開發國家（OECD）中的付費報紙讀者正在漸漸下降，不過主要開發中國家（巴西、印度、印尼、中華人民共和國及南非）的付費報紙讀者在漸漸上升，在2008年時開發中國家的報紙讀者首次超過已開發國家的報紙讀者。《印度时报》（The Times of India）是印度發行量最大的英語報紙，每天發行量314萬份。依照2009年印度的讀者調查，最多人閱讀的地方語言（印地語）報紙是《覺悟日報》，有5570萬名讀者
。依照《經濟學人》的Tom Standage所統計，印度報紙的發行量共有1.1億份。

## 廣告

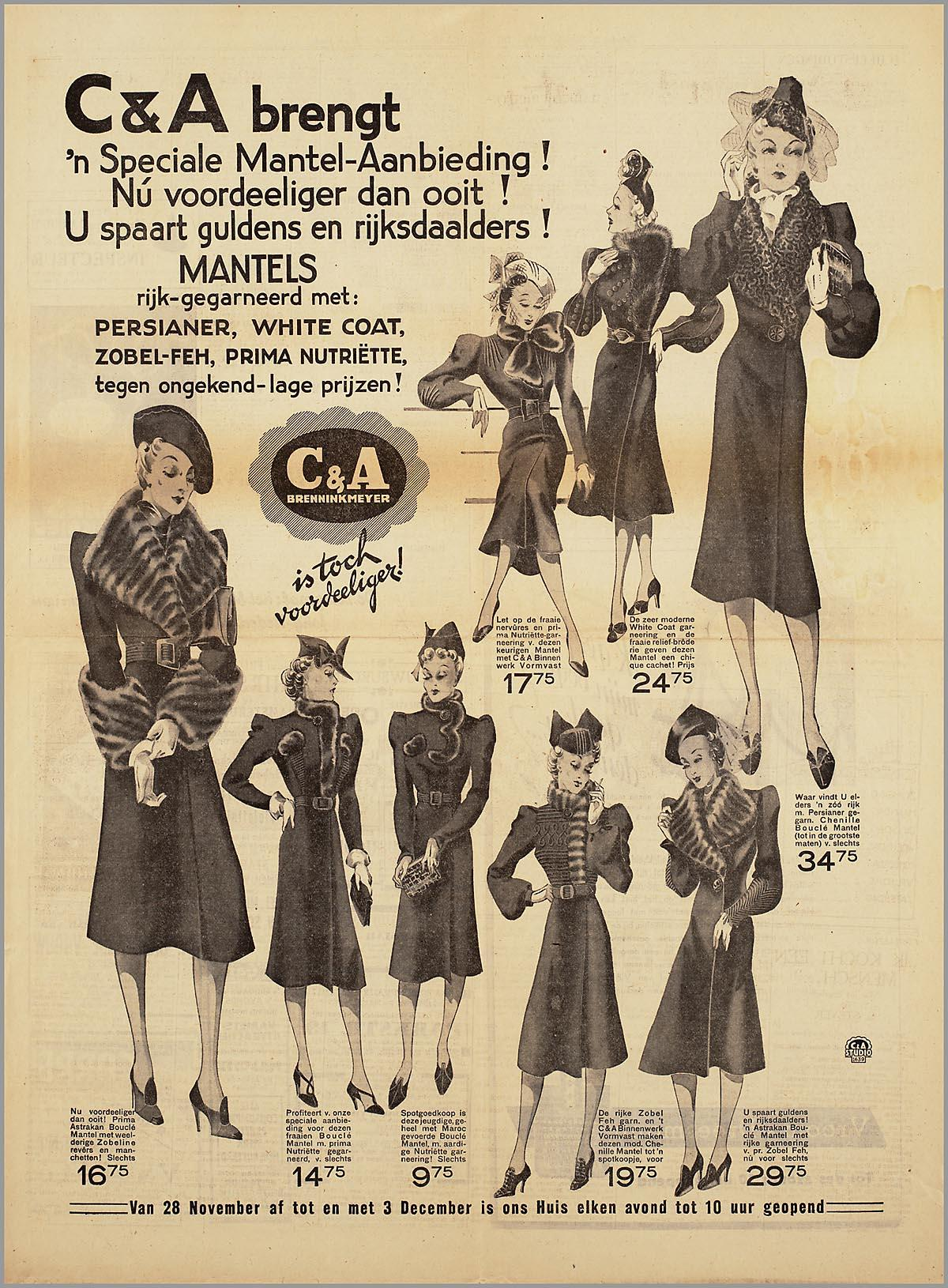
1938年荷蘭報紙的廣告，其中內容是C&A販售的女裝

通常一份報紙的收入會有70–80%是來自廣告，其他才是來自訂閱或是販售。最早期的商业模式是讓訂戶負擔所有的印刷、分發報紙成告，後來約在1833年開始出現利用廣告來補貼印刷、分發報紙費用（甚至希望有盈餘）的商业模式調整，一開始是在纽约太阳报，從每份6美分降價到1美分，其他的差額則是靠廣告來補貼。

美国报刊广告收入 - 美国报刊协会发布数据

許多万维网上網普及的國家，上網的普及已經讓傳統廣告的客戶減少，也影響這些國家的報業。百貨公司以及超市以往可以靠購買數頁報紙廣告來行銷，但因為產業整合，已經不太可能再這麼進行。而且報業也注意到傳統廣告的客戶開始轉向新的媒體平台。分類廣告已轉到克雷格列表、求職網站及汽車網站等。國家級的廣告客戶也轉包括網頁、手機及富媒體平台的數位內容平台。
近年來開始出現報紙業務配合的情形，也就是販售非廣告區域的版面給廣告主的情形。業務配合一般會出現在在社论对页版，第三方可以付費，將其內容置入。業務配合一般會介紹新產品或是新技術，例如新的高爾夫球具技術、新型的雷射手術、或是減肥藥等。其風格會比較類似新聞稿，而不像一般客觀的新聞報導。這類的內容一般會和報紙一般新聞報導的部份區分開來，可能是透過設計及排版來區隔，或者有标签直接說明這是廣告。不過有關新聞報導內容及業務配合內容日漸混淆的問題，已受到越來越多的關注。

## 新闻

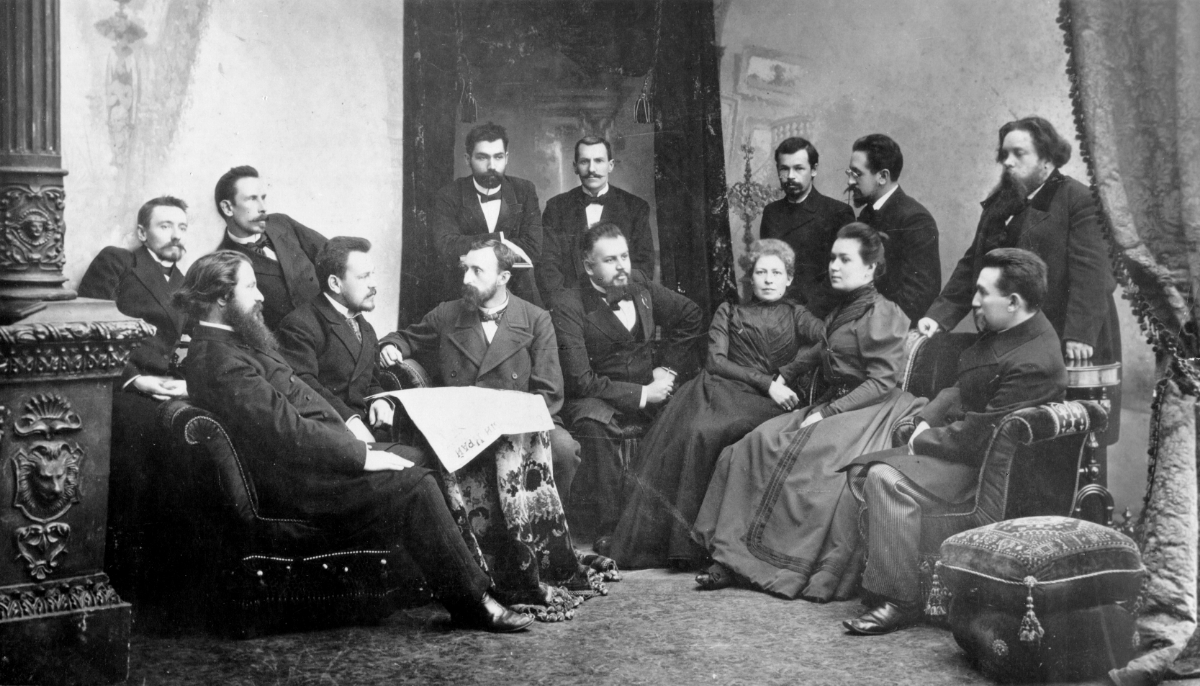
1900年在俄羅斯雅罗斯拉夫尔Severnyi Kray報的編輯人員

隨著報紙以定期刊物的形式出現時，製作報紙的專業開始稱為新闻学。在19世紀黄色新闻的時代，許多美國的報紙會有許多聳動的新聞，原因是要讓民眾因而生氣或是興奮，而不是要告訴民眾相關的事件及資訊。以事實檢查及精準性為要求，限制較多的報導風格在第二次世界大戰時開始盛行。對於新聞的批評相當多樣，有時也相當激烈。質疑新聞可靠度的原因可能因為不具名消息來源、拼字及字法上的錯誤、事實或是認知上的偏差、有關抄袭及造假的醜聞等。
過去的報紙是由媒體經營者所經營，可以發表其在政治上的觀點。1920年後大部份的主要報紙都成為大型連鎖報業的一部份，例如甘尼特公司、麥克拉奇報業公司、赫斯特国际集团、考克斯企業、地标媒体企业、莫里斯通訊社、論壇公司、霍林格公司、新闻集团、Swift通訊社等。在現今的世界中，報紙對於言論自由有很重要的角色。像吹哨者或是泄露政治圈腐敗的人常會用報紙作為其發聲的管道，而不是其他的媒體，主要是靠著報紙編輯會願意將這些當事人不願其他人知道的秘密或谎言公諸於世。但是近來报纸的政治自主权已经被削弱不少。最近研究在分析报纸的結束对於政府现任者、选民投票率和竞选支出的影响。
其他作家或是讀者的意見會放在報紙的社論對頁版以及致編者信版面中。一些報紙提昇自己可信度的方式有：任命申訴專員、開展其伦理政策和培训、用更严格的纠正政策、和讀者溝通其作業程序及理由、要求消息來源在發表後要審視其報導。

## 電視及網路造成的衝擊
1990世代末期，許多已開發國家的24小時電視頻道會定期播映新聞，再加上數字新聞的出現，都是對報紙的挑戰。付費發行量開始下滑，而以往是報紙主要收入來源的廣告收入也漸漸從報紙轉移到新媒體（社会化媒体網站或是新聞網站），因此報業的收入及盈餘都普遍下滑。許多報紙在2000年代開始出現網路的版本，希望留住原有的讀者，或是吸引新的讀者。其中一個最大的挑戰是許多的新聞網站（例如Google新闻）不需付費即可閱讀。有些線上的新聞網站是免費的，以線上廣告為其收入來源，有些則是用付費牆，需付費才能閱讀完整內容。不過在開發中國家，因為印刷及分發報紙的成本較低、識字率的上昇、中產階級的興起等因素，雖然電子媒體出現，不過報紙銷量仍明顯的成長。
The American Reporter在1995年4月10日成立，是第一個每天更新的網路報紙，在全球有支薪的記者，報紙內容都是原創內容。其主編及創始人是Joe Shea，目前已有400位記者。在網路高度發達的國家中，報紙的未來受到廣泛的討論，而報業也已要面對新聞紙成本上昇、廣告量下滑、許多廣告轉移到克雷格列表、eBay或其他網站、流通量大幅下滑的情形。在1990年代末期開始，報紙結束或嚴重削減，甚至報社破產的數量已明顯上昇，像美國，自從2001年起，記者的人數已經減少了20%。互聯網媒體的競爭也降低了印刷出版商的收入。
相關爭議近來更加的急迫，因為2008-2009年的經濟衰退使報紙的利潤減少，而且報紙網站收入的爆炸性成長也在消退，因此報社也不能期待網站收入成為其主要收入來源。另一個議題就是報紙產業是否只是面對景氣循環，或是新的技術已經使得傳統印刷型式的報紙變的陳舊過時了。在2017年時，有越來越多的Y世代是從像Facebook之類的社会化媒体取得相關消息。2010年代時，許多傳統的報紙開始提供「電子版本」，可以在桌上型電腦、筆記型電腦上閱讀，也可以在平板電腦及智能手机等行動裝置上閱讀。網路版報紙會提供新的廣告機會給報社，例如网络广告可以進行目標更精準的廣告投送。例如在同一個網路版報紙中，嬰兒潮及Y世代的讀者可能就會看到不同的廣告。

## 列表
- 报纸列表
- 中国报刊列表
  - 香港报刊列表
  - 澳门报刊列表
- 台灣報刊列表
- 马来西亚报刊列表
- 新加坡报刊列表
- 日本報紙列表
- 英国报刊列表
- 法国报刊列表（法语：Presse en France）
- 德國报刊列表（英语：List of newspapers in Germany）
- 美國報刊列表（英语：List of newspapers in the United States）
- 北韓報刊列表（英语：List of newspapers in North Korea）
- 俄罗斯报刊列表
- 罗马尼亚报刊列表（英语：List of newspapers in Romania）
- 澳大利亞報紙列表（英语：List of newspapers in Australia）
- 世界百大报纸列表